# Ocean Atlantycki

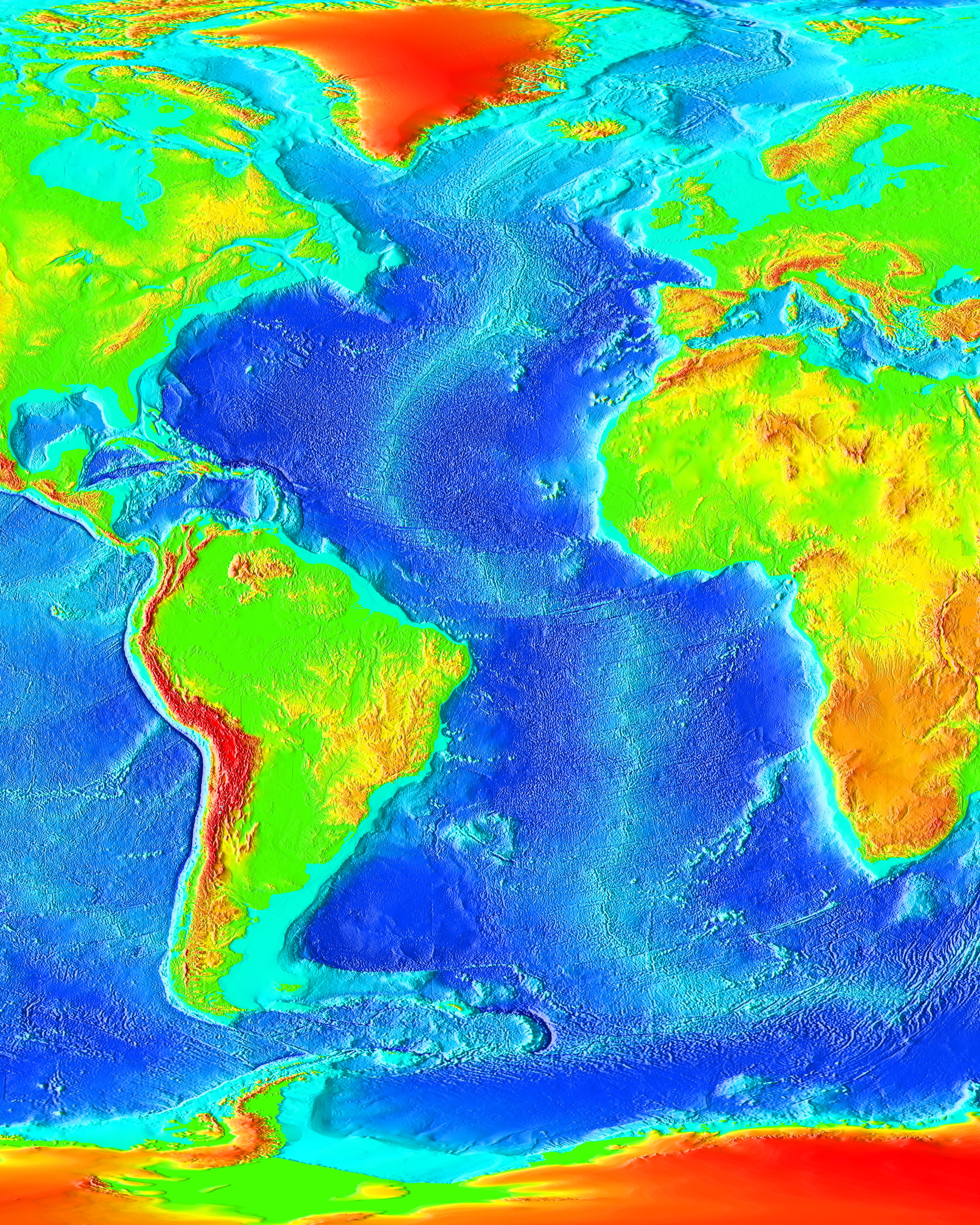
Mapa batymetryczna Oceanu Atlantyckiego

Ocean Atlantycki (Atlantyk) – drugi pod względem wielkości ocean na Ziemi pokrywający około jednej piątej jej powierzchni.

## Nazwa
Nazwa wywodzi się z mitologii greckiej i oznacza „Morze Atlasa”.
Najstarsza znana nazwa pochodzi z Dziejów Herodota z około 450 roku p.n.e. (Hdt. 1.202.4): Atlantis thalassa (gr. Ἀτλαντὶς θάλασσα). Nim Europejczycy odkryli inne oceany, termin ocean był synonimem wszystkich wód na zachód od Cieśniny Gibraltarskiej. Grecy uważali, że ocean to gigantyczna rzeka, która opływa świat.
Hezjod w eposie Prace i dni napisał, że „Ojciec Zeus utworzył, na krańcach zamieszkałego świata, gdzie nie docierają ludzie i nie mieszkają bogowie nieśmiertelni, otoczone pełnym głębokich wirów oceanem Wyspy Błogosławione, gdzie życie toczy się bez mozołu i smutku”.
W średniowieczu żeglarze portugalscy i hiszpańscy nazywali go Morzem Ciemności (łac. Mare Tenebrarum). Podobnie nazywali go również Arabowie i Berberowie. Wszyscy oni bali się zapuszczać daleko od brzegu, miał on bowiem sięgać krańców świata.
Oficjalna nazwa polska, zatwierdzona przez Komisję Standaryzacji Nazw Geograficznych, brzmi Ocean Atlantycki.

## Położenie i obszar
Ocean znajduje się pomiędzy: Europą i Afryką a Ameryką Północną i Ameryką Południową oraz Antarktydą (formalnie na południe od równoleżnika 60°S rozciąga się już Ocean Południowy). Ocean ten połączony jest z Pacyfikiem poprzez Ocean Arktyczny na północy oraz Cieśninę Drake’a na południu. Sztucznym połączeniem obu zbiorników jest Kanał Panamski. Na wschodzie linią oddzielającą Oceany: Atlantycki i Indyjski jest południk 20°E.
Atlantyk wraz z przyległymi morzami zajmuje powierzchnię ok. 106 450 000 km², a bez nich 82 362 000 km². Przybliżona objętość wynosi 354 700 000 km³ (z morzami) i 323 600 000 km³ (bez mórz). Średnia głębokość: 3339 m; największa – Rów Portorykański – 8605 m. Długość linii brzegowej: 111 866 km (najbardziej urozmaicona w części północnej). Rozciągłość równoleżnikowa w największym przewężeniu między wybrzeżami Ameryki Południowej i Afryki wynosi 2800 km, a 13 500 km licząc od zachodnich krańców Zatoki Meksykańskiej do wschodniego brzegu Morza Czarnego.
Największe rzeki uchodzące do Oceanu Atlantyckiego to: Amazonka, Kongo, Missisipi-Missouri.
Morza układu oceanicznego – Ocean Atlantycki:
- Morze Adriatyckie[a]
- Morze Alandzkie[b]
- Morze Alborańskie[a]
- Morze Archipelagowe[b]
- Morze Azowskie[c]
- Morze Balearskie[a]
- Morze Bałtyckie
- Morze Celtyckie
- Morze Czarne
- Morze Egejskie[a]
- Morze Hebrydzkie
- Morze Irlandzkie
- Morze Jońskie[a]
- Morze Karaibskie
- Morze Kreteńskie[d]
- Morze Labradorskie
- Morze Liguryjskie[a]
- Morze Marmara[a]
- Morze Mirtejskie[d]
- Morze Norweskie
- Morze Północne
- Morze Sargassowe
- Morze Scotia
- Morze Szkockie
- Morze Śródziemne
- Morze Trackie[d]
- Morze Tyrreńskie[a]
- Morze Wattowe[e]

## Ukształtowanie dna
Niemal wszystkie krawędzie bloków kontynentalnych ograniczające baseny Oceanu Atlantyckiego są pasywne; rowy oceaniczne, typowe dla aktywnych krawędzi kontynentów występują tylko w sąsiedztwie dwóch łuków wyspowych, są to Rów Sandwichu Południowego i Rów Portorykański (prócz tego na dnie Morza Karaibskiego jest Rów Kajmański, a w Morzu Śródziemnym Rów Helleński).

### Grzbiet Śródatlantycki
Ocean Atlantycki, podobnie jak Ocean Arktyczny i Ocean Indyjski, jest młodym oceanem i charakterystyczne dla jego dna są wyraziste wzniesienia Grzbietu Śródatlantyckiego, rozciągające się przez środek dna oceanu na całej długości z południa na północ, mające przedłużenie na dnie Oceanu Arktycznego. Grzbiet zajmuje ok. 1/3 powierzchni dna oceanu. Głębia Romanche (7758 m) dzieli Grzbiet Śródatlantycki na części północną i południową. Grzbiet Śródatlantycki jest miejscem wzmożonej aktywności wulkanicznej, związanej z ekspansją dna. Występują na jego obszarze relatywnie słabe, ale bardzo częste trzęsienia ziemi.
Na północy Grzbiet Śródatlantycki łączy się z Grzbietem Gakkela, a na południu z Grzbietem Afrykańsko-Antarktycznym.
Grzbiet Północnoatlantycki jest poprzecinany przez ok. 50 uskoków transformacyjnych, natomiast Grzbiet Południowoatlantycki przez ok. 25.

### Baseny
Na wschód od Grzbietu Śródatlantyckiego występują baseny oceaniczne: Angolski, Afrykańsko-Antarktyczny, Gwinejski, Hiszpański, Islandzki, Kanaryjski, Przylądkowy, Sierra Leone, Zachodnioeuropejski i Zielonego Przylądka. Natomiast w zachodniej części Oceanu Atlantyckiego znajdują się baseny: Argentyński, Brazylijski, Gujański, Labradorski i Północnoamerykański. W obrębie basenów widoczne są oceaniczne strefy spękań, leżące na przedłużeniu uskoków transformacyjnych.

## Wiek skorupy ziemskiej
Wiek najstarszej skorupy oceanicznej na właściwym Atlantyku określono jako jurajski. Występuje ona w dwóch rejonach. Pierwszy, rozdzielony Wielkimi i Małymi Antylami na trzy części, to Zatoka Meksykańska, Morze Karaibskie i obszar wzdłuż wschodnich wybrzeży Ameryki Północnej od Nowej Fundlandii po Bahamy. Drugi, to obszar wzdłuż zachodnich wybrzeży Afryki Zachodniej od uskoku transformacyjnego Azory-Gibraltar po Gwineę (po uskok transformacyjny Sierra Leone).
Jeszcze starsza skorupa oceaniczna występuje w obrębie Morza Śródziemnego, odrębnego pod względem genezy od reszty Atlantyku. Osiąga ona wiek 280 milionów lat (permski), jest pozostałością dna zanikłego Oceanu Tetydy.

## Geneza

Animacja przedstawiająca podział Pangei i utworzenie Oceanu Atlantyckiego

Ocean Atlantycki wraz z oceanami Arktycznym i Indyjskim powstał w wyniku rozpadu superkontynentu Pangei (ok. 180 mln lat temu, w okresie jury), w wyniku czego powstał zalążek środkowego Atlantyku. Następnie zaczęły pękać dwa wielkie kontynenty: Laurazja oraz Gondwana (~135 mln lat temu, w okresie kredy). W efekcie powstał dzisiejszy układ lądów i położony między nimi Atlantyk. Równolegle zamykał się Ocean Tetydy, wypiętrzając łańcuch alpejsko-himalajski i pozostawiając dzisiejsze Morze Śródziemne między Afryką a Europą. Atlantyk wciąż się poszerza, ponieważ płyty litosfery: północnoamerykańska, karaibska i płyta południowoamerykańska odsuwają się od płyt eurazjatyckiej i afrykańskiej, a w jego centralnej części, w Grzbiecie Śródatlantyckim wydostają się i zastygają nowe porcje magmy. W miejscu tym powstaje wciąż nowa skorupa oceaniczna.

## Klimat
Ocean Atlantycki obejmuje wszystkie strefy klimatyczne. Warunki klimatyczne Atlantyku kształtują się pod wpływem dużej rozciągłości południkowej i cyrkulacji powietrza, stałej nad oceanem i zmiennej nad sąsiadującymi kontynentami. Huragany mogą występować głównie u wybrzeży Ameryki Środkowej od maja do grudnia, ale najczęstsze są między sierpniem a listopadem. Sztormy są powszechne na Północnym Atlantyku (szczególnie podczas zimy) czyniąc przekraczanie oceanu trudnym i niebezpiecznym.

### Temperatura i zasolenie
Temperatura wody powierzchniowej kształtuje się w zimie od 27 °C w okolicy równika do −1 °C w strefach polarnych, a w lecie na poziomie od 26 °C u wybrzeży Afryki do −1 °C przy biegunach. Średnia temperatura wód powierzchniowych Oceanu Atlantyckiego wynosi 16,9 °C. Zasolenie wynosi od 3,7% w strefach zwrotnikowych do 3,4% w pobliżu Antarktydy, średnie zasolenie wód powierzchniowych wynosi 3,53%.

## Prądy oceaniczne
Prądy morskie ciepłe: Północnorównikowy, Karaibski, Antylski, Zatokowy (Golfsztrom), Północnoatlantycki, Norweski, Zachodniogrenlandzki, Gwinejski, Gujański, Południoworównikowy oraz Prąd Brazylijski.
Prądy morskie zimne: Labradorski, Wschodniogrenlandzki, Kanaryjski, Benguelski, Falklandzki i Prąd Wiatrów Zachodnich.

### Prądy powierzchniowe
Prądy powierzchniowe na Oceanie Atlantyckim przybierają kształt dwóch wielkich kręgów, na półkuli północnej (poruszających się zgodnie z ruchem wskazówek zegara) i południowej (poruszających się przeciwnie do ruchu wskazówek zegara).
Na półkuli południowej wzdłuż równika od zachodnich wybrzeży Afryki w kierunku Ameryki Południowej płynie ciepły Prąd Południoworównikowy, w okolicach Przylądka Branco przy wschodnim wybrzeżu Ameryki Południowej rozdziela się na Prąd Gujański oraz na Prąd Brazylijski, który płynie na południe do ujścia rzeki La Platy, gdzie na 40°S łączy się z zimnym Prądem Wiatrów Zachodnich i wraca jako zimny Prąd Benguelski do zachodnich wybrzeży Afryki.
Na półkuli północnej wzdłuż równika od zachodnich wybrzeży Afryki w kierunku Ameryki Południowej płynie ciepły Prąd Północnorównikowy, u wschodnich wybrzeży Ameryki Południowej łączy się z Prądem Gujańskim i płynie w kierunku Zatoki Meksykańskiej, a następnie wzdłuż wybrzeży Ameryki Północnej (przełęcz ciepłego Prądu Zatokowego – Golfstromu), w okolicach 40°N skręca na wschód i płynie w kierunku Europy, gdzie rozdziela się na ciepły Prąd Północnoatlantycki płynący na północ w kierunku Półwyspu Skandynawskiego oraz na zimny Prąd Kanaryjski, który płynie na południe do zachodnich wybrzeży Afryki, gdzie łączy się z ciepłym Prądem Północnorównikowym.

### Prądy głębinowe
Prądy głębinowe Oceanu Atlantyckiego podzielone są na kilka warstw – najzimniejsze wody antarktyczne, zajmują obszar w okolicach dna i płyną w kierunku równika, wody północnoatlantyckie zajmują obszar pomiędzy 2000 a 3000 m i płyną na południe, natomiast wody pochodzące z topnienia lodów płyną na głębokości 1000 m i kierują się na północ.

## Flora i fauna
Flora Oceanu Atlantyckiego jest mało urozmaicona, składa się z brunatnic (strefa przybrzeżna Północnego Atlantyku), tasiemnic (przy ujściach rzek), zielenic (strefa gorąca). Na plankton roślinny składają się okrzemki, bruzdnice, kokolitofory i sinice.
Faunę Oceanu Atlantyckiego tworzą ssaki morskie (płetwonogie i wieloryby), ptaki oceaniczne, rurkopławy, krążkopławy, oraz niezliczone gatunki ryb. Ocean Atlantycki, a w szczególności jego północna część, stanowi ogromne łowisko rybne (prawie 1/2 połowów światowych), łowi się głównie dorsze, makrele, śledzie, tuńczyki i sardyny.

## Wyspy i archipelagi
Większe wyspy i archipelagi: Grenlandia, Wyspy Brytyjskie, Islandia, Ziemia Baffina, Nowa Fundlandia, Wielkie i Małe Antyle, Bahamy, Bermudy, Azory, Wyspy Kanaryjskie oraz Wyspy Zielonego Przylądka.
Mniejsze wyspy: Wyspa Bouveta, Georgia Południowa, Sandwich Południowy, Tristan da Cunha, Gough, Wyspa Świętej Heleny.
Wyspy dzielą się na leżące na szelfie kontynentalnym, czyli będące częścią kontynentów (Wyspy Brytyjskie), zbudowane ze skorupy ziemskiej typu kontynentalnego, tzw. mikrokontynenty (Grenlandia), wyspy wulkaniczne, zbudowane wyłącznie ze skał wulkanicznych (Islandia).

## Gospodarka
Atlantyk jest bogaty w złoża ropy naftowej, gazu ziemnego, rud metali, żwiru oraz kamieni szlachetnych. Flora morska jest słabo rozwinięta w przeciwieństwie do fauny oceanu. Północna część jest łowiskiem na które przypada blisko połowa połowów światowych. Poławia się dorsze, makrele, śledzie, sardynki i tuńczyki.